# Dimetilformamida
La dimetilformamida (generalment abreujat com a DMF, encara que aquestes sigles s'utilitzen de vegades per al dimetilfuran o el fumarat de dimetil) és un compost orgànic amb la fórmula (CH₃)₂NC(O)H. És un líquid incolor miscible amb l'aigua i la majoria de líquids orgànics. No té olor, però les mostres de grau tècnic o degradades solen tenir una olor de peix a causa de la impuresa de dimetilamina. Es poden eliminar les impureses de degradació de dimetilamina desgasificant mostres degradades amb un gas inert com l'argó o sonicant les mostres a pressió reduïda. Com el seu nom indica, és un derivat de la formamida, l'amida de l'àcid fòrmic. La DMF és un dissolvent apòtic polar (hidròfil) amb un alt punt d'ebullició que s'utilitza comunament com a dissolvent per a reaccions químiques. Facilita les reaccions que segueixen mecanismes polars, com les reaccions SN2.

## Producció
La dimetilformamida va ser preparada per primera vegada el 1893 pel químic francès Albert Verley (1867 - 1959), mitjançant la destil·lació d'una barreja de clorhidrat de dimetilamina i format de potassi.
La DMF es prepara combinant el formiat de metil i la dimetilamina o per reacció de la dimetilamina amb el monòxid de carboni.
Encara que actualment no és pràctic, es pot preparar DMF a partir de diòxid de carboni supercrític mitjançant catalitzadors basats en ruteni.